# Archivo Particular del Presidente Augusto B. Leguía
El Archivo Particular del Presidente Augusto B. Leguía es un archivo de documentos y sitio web creado por el gobierno del Perú dedicado al mandatario Augusto Leguía.

## Descripción

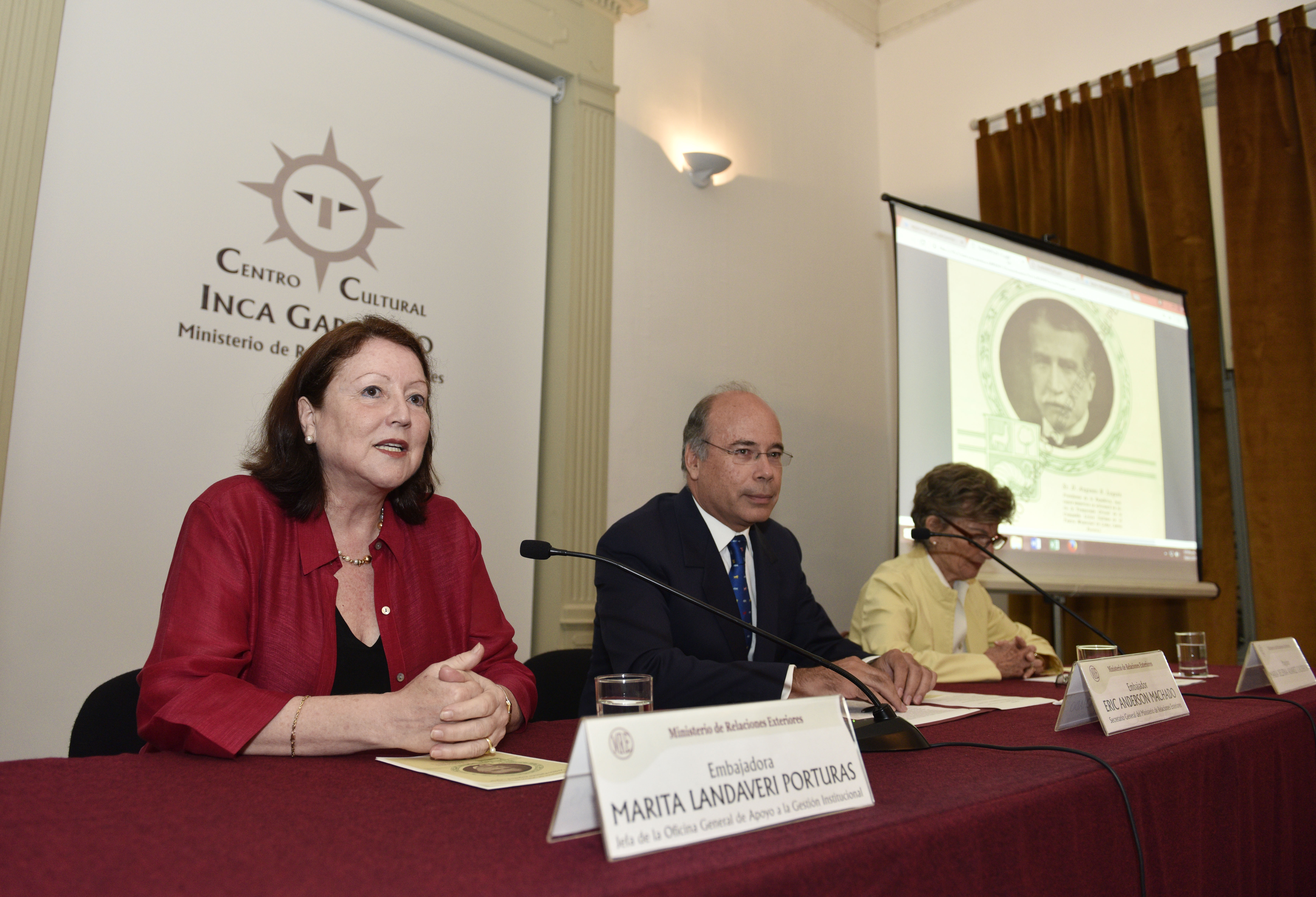
Presentación del archivo en el palacio de Torre Tagle en 2017.

El archivo busca organizar y poner al servicio del público los documentos históricos tanto personales como gubernamentales de las administraciones de la presidencia de Leguía en el siglo XX, incluido el llamado oncenio. La creación fue liderada por la Cancillería del Perú, con el apoyo de la Red de Archivos Diplomáticos Iberoamericanos.
Fue informado de su existencia al público el 19 de enero de 2017, durante una conferencia en el palacio de Torre Tagle.